# Arnold Hiller
Arnold Emil August Hiller (* 22. Dezember 1847 in Seehausen (Altmark); † 4. März 1919 in Zehlendorf bei Berlin) war ein deutscher Sanitätsoffizier und Bakteriologe.

## Leben
Als jüngster Sohn eines Kreisphysikus und Sanitätsrats besuchte Hiller das Medizinisch-Chirurgische Friedrich-Wilhelm-Institut in Berlin. 1868 wurde er Mitglied des Corps Suevo-Borussia. Seine Lehrer waren Rudolf Virchow und Ludwig Traube, später Ernst von Leyden. 1871 promoviert,  war er von 1880 bis 1882 Assistent an Leydens Klinik in Berlin. Dort seit 1883 habilitierter Privatdozent für Innere Medizin, wurde er im folgenden Jahr als Stabs- und Bataillonsarzt nach Breslau versetzt und 1884 an die  Schlesische Friedrich-Wilhelms-Universität  umhabilitiert. 1890 nahm er seinen Abschied als Militärarzt, wurde jedoch 1898 als Oberstabsarzt z. D. gestellt und als Vorstand der Sammlungen an die Kaiser-Wilhelms-Akademie für das militärärztliche Bildungswesen in Berlin berufen. Er starb 1919 als Universitäts-Professor.

## Monografien
- Die Lehre von der Fäulniss, Berlin 1879.
- Hitzschlag und Sonnenstich, nach dem gegenwärtigen Stande der Wissenschaft. Leipzig 1917.

## Publikationen
- Schwerer Ileotyphus, Complikation mit Icterus und Pneumonia duplex, Tod vor Ablauf des ersten Stadiums. In: Charité-Annalen 7 (1882), S. 316–318.
- Ileotyphus mit Anästhesien, möglicherweise bedingt durch gleichzeitige diphtherische Infektion. In: Charité-Annalen 7 (1882), S. 318–321.
- Tiefer und anhaltender Sopor als Hauptsymptom eines leicht verlaufenden Ileotyphus. In: Charité-Annalen 7 (1882), S. 321–322.
- Leichter  absorptiver  Ileotyphus  mit  schweren  Collapserscheinungen.  In:  Charité-Annalen 7 (1882), S. 322–323.
- Polyarthritis chronica nach Ruhr. In: Charité-Annalen 7 (1882), S. 323–324.
- Chronische Dysenterie; acute diffuse Peritonitis; Tod. In: Charité-Annalen 7 (1882), S. 324–325.
- Scarlatina; multiple Synovitis unter dem Bilde einer Polyarthritis rheumatica; gleichzeitig Endocarditis mit Hinterlassung eines Klappenfehlers. In: Charité-Annalen 7 (1882),  S. 325–327.
- Acute hämorrhagische Nephritis mit tötlichem Ausgange, im unmittelbaren Anschluss an ein Erysipelas migrans. In: Charité-Annalen 7 (1882), S. 327–329.
- Zwei  Fälle  von  desquamativer  Nephritis  im Verlaufe  eines durch septische  Infektion gestörten Puerperiums. In: Charité-Annalen 7 (1882), S. 329–332.
- Acutes symmetrisches Erythema papulosum an den Händen und Füßen durch septische Infection. In: Charité-Annalen 7 (1882), S. 332–333.
- Zwei Fälle von „Schwangerschaftsniere“ und  damit zusammenhängender Eclampsie. In: Charité-Annalen 7 (1882), S. 333–338.
- Tiefe Ernährungs- und Entwicklungsstörungen im Anschluss an Chlorose, wahrscheinlich bedingt durch angeborene  Uterusatrophie. In: Charité-Annalen 7 (1882),  S. 338–341.
- Chronischer Icterus; 2 Jahre später Anaemia perniciosa und Tod. In: Charité-Annalen 7 (1882), S. 341–343.
- Progressive Muskelatrophie mit atrophischem  Verlauf. In: Charité-Annalen  7 (1882), S. 343–344.
- Fall von multipler Neuritis (Leyden), Nervendehnung. In: Charité-Annalen 7 (1882), S. 344–347.
- Inspiratorischer Schreikrampf, Hysterie. In: Charité-Annalen 7 (1882), S. 347–348.
- Hochgradige Arthritis deformans in jugendlichem Alter. In: Charité-Annalen 7 (1882), S. 348–349.
- Zwei Fälle von Lungensyphilis. In: Charité-Annalen 7 (1882), S. 349–350.
- Über plötzliche Todesfälle in der Reconvalescenz von Ileotyphus. In: Charité-Annalen 8 (1883), S. 178–223.
- Über Lungensyphilis und syphilitische Phthisis. In: Charité-Annalen 9 (1884), S. 184–282.